# روابط استرالیا و مالزی
روابط مالزی و استرالیا (انگلیسی: Australia–Malaysia relations)، روابط خارجی بین مالزی و استرالیا برقرار است. استرالیا دارای یک کمیسیون عالی در کوالا لامپور بوده و مالزی یک کمیسیون عالی در کانبرا دارد.
برخی اوقات موضوعاتی همچون آگاه شدن از نفوذ استرالیا بر رخدادها و وقایع منطقه جنوب شرق آسیا و همچنین بازداشت و اجرای حکم شهروندان استرالیا در مالزی، باعث ایجاد تنش در روابط بین دو کشور می‌شود.